# Тоскинэ, Пьер Жюль
Пьер Жюль Тоскинэ (англ. Pierre Jules Tosquinet; 1824—1902) — бельгийский медик, ботаник и энтомолог.

## Биография
Пьер Жюль Тоскинэ родился 16 февраля 1825 года в городке Бастонь расположенном в бельгийской провинции Люксембург. Изучал медицину в столичном Free University.
После окончания университета служил военным врачом в бельгийской армии и дослужился до должности директора Брюссельского военного госпиталя; вышел в отставку со званием почетного медицинского работника.
Помимо медицины Пьер Жюль Тоскинет живо интересовался и другими естественными науками. Вместе с Бартелеми Шарлем Жозефом Дюмортье он основал в Турне в 1860 году садоводческую ассоциацию. В 1862 году выступил одним из основателей Королевской бельгийской ботанической ассоциации (Royal Belgian Botanical Association). 
Тоскинэ усердно изучал образ жизни и систематику перепончатокрылых насекомых и преимущественно наездников европейских и экзотических областей. Его заслуги были отмечены членством в «Royal Belgian Entomological Society», а позднее он неоднократно избирался президентом этого общества (1887, 1888, 1893/1894 и 1901/1902 гг.).
Пьер Жюль Тоскинэ умер 28 октября 1902 года в городе Сен-Жиле.
Среди многочисленных изданных трудов учёного наиболее известны следующие: «Documents pour servir à la Monographie des Ichneumonides de la Russie d’Asie» (1889); «Catalogue des Ichneumonides de la Belgique etc.» (1890 и 1897); «Ichneumonides d’Afrique» (1897); «Ichneumonides nouveaux» (посмертное изд., 1903, 1 т.).